# 釋智廣
釋智廣（1938年1月15日—），俗名吳文教，越南佛教僧侶，越南佛教協會第一副法主兼證明理事會監律者。
1960年，10歲的釋智廣出家。
1973年至1975年，回到越南後，釋智廣被越南佛教聯合會任命為翻譯與著作總務長。
1981年至2007年，釋智廣擔任越南佛教協會中央弘法委員會主席，負責弘法僧侶的培訓。1989年至今，擔任《覺悟》報紙與月刊的總編。1999年被推選爲胡志明市越南佛教協會治事理事會主席。